# سیارک ۵۶۷۵
سیارک ۵۶۷۵ (به انگلیسی: 5675 Evgenilebedev، نامگذاری:1986RY5) پنج هزار و ششصد و هفتاد و پنجمین سیارک کشف شده‌است که در ۷ سپتامبر ۱۹۸۶ کشف شد.
قدر مطلق سیارک برابر ۱۳٫۵۰ است.